# Ludhiana (huyện)
Huyện Ludhiana là một huyện thuộc bang Punjab, Ấn Độ. Thủ phủ huyện Ludhiana đóng ở Ludhiana. Huyện Ludhiana có diện tích 3744 ki lô mét vuông. Đến thời điểm năm 2001, huyện Ludhiana có dân số 3030352 người.